# 基斯湖
53°32′01″N 14°05′12″E / 53.533473°N 14.086551°E

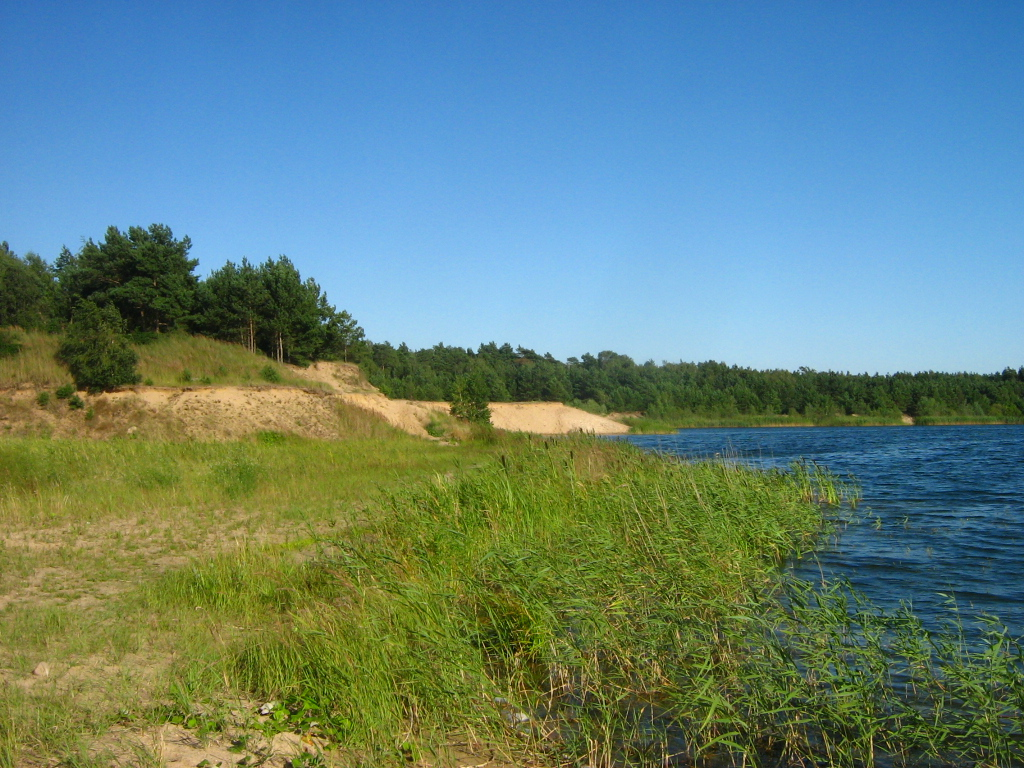

基斯湖（德語：Kiessee），是德國的湖泊，位於該國東北部，由梅克倫堡-前波美拉尼亞州負責管轄，處於前波美拉尼亞-格賴夫斯瓦爾德縣，面積0.45平方公里，海拔高度7米，平均水深5米，最大水深15米。